# 金玉和
金玉和（?—?），辽东人。明末降清将领，隶正黄旗。

## 传记
明朝开原千总。努尔哈赤攻克开原，金玉和投降，授甲喇额真，予世职三等副将。汉军旗制定，隶正黄旗。
天聪五年，擢礼部承政。六年，皇太极检阅军队，金玉和与额驸佟养性等率所辖乌真超哈擐甲列阵试炮，皇太极赉以鞍马。八年，进二等副将。
崇德元年，因为和吏部参政李延庚互相推荐子弟，罢官，降世职三等甲喇章京。二年，跟随武英郡王阿济格伐明皮岛，以水师战不利，玉和不赴援，按说应该处死，皇太极特赦了他，但削去世职。四年，复授甲喇额真。六年，从围锦州，多次击败敌人。敌夜攻壕堑，击却之，斩首五十。七年，锦州被攻克，并攻克塔山，授予世职牛录章京。八年，从郑亲王济尔哈朗伐明宁远，与王国光同克前屯卫、中后所二城。
顺治元年，擢工部参政。叙宁远功，进三等甲喇章京。清兵入关之后，升迁梅勒额真。从军河南，署怀庆总兵官。时李自成军进入陕西，大顺军在河南地区进攻济源县城，金玉和率军队前往救援，到的时候济源已经沦陷，夜半遇顺军，中流矢阵亡。河南巡抚罗绣锦疏报得玉和遗骸于柏乡西，请赐恤，进二等梅勒章京。
乾隆初，定封二等男。

## 家庭
子:
- 金維城[1]
- 金世礪[2]